# 프랑스 축구 연맹
프랑스 축구 연맹(프랑스어: Fédération Française de Football, FFF)은 프랑스의 축구를 관장하는 기관이다. 1919년에 설립되었으며 수도 파리에 본부를 두고 있다. FFF는 FIFA의 창립 회원국으로 프랑스 축구 경기의 모든 측면을 감독하는 책임이 있다. 프랑스 축구 연맹은 UEFA의 창립 회원국이며, 창립 회원국이었던 USFSA를 대신하여 1907년 FIFA에 가입했다.

## 역사

### 배경
FFF가 설립되기 전에는 프랑스의 축구, 럭비 유니온 및 기타 스포츠가 USFSA의 규제를 받았다. 1890년 11월에 설립된 USFSA는 처음에는 파리에 본부를 두고 있었지만 곧 회원 수가 프랑스 전역의 스포츠 클럽으로 확대되었다.
1894년 USFSA는 최초로 인정받은 프랑스 축구 선수권 대회도 개최했다. 첫 번째 대회에는 파리 4개 팀만 참가했으며 토너먼트 방식으로 개최되었다.
1900년 USFSA는 파리 클뢰브 프랑세 소속 선수들을 1900년 하계 올림픽에 프랑스 대표로 파견했다. 1904년 5월 1일에는 USFSA가 최초의 공식 프랑스 축구 국가대표팀을 선발하기도 했다. USFSA는 FIFA와의 몇 가지 의견 충돌 끝에 1919년에 해체되었다.